# 库车河

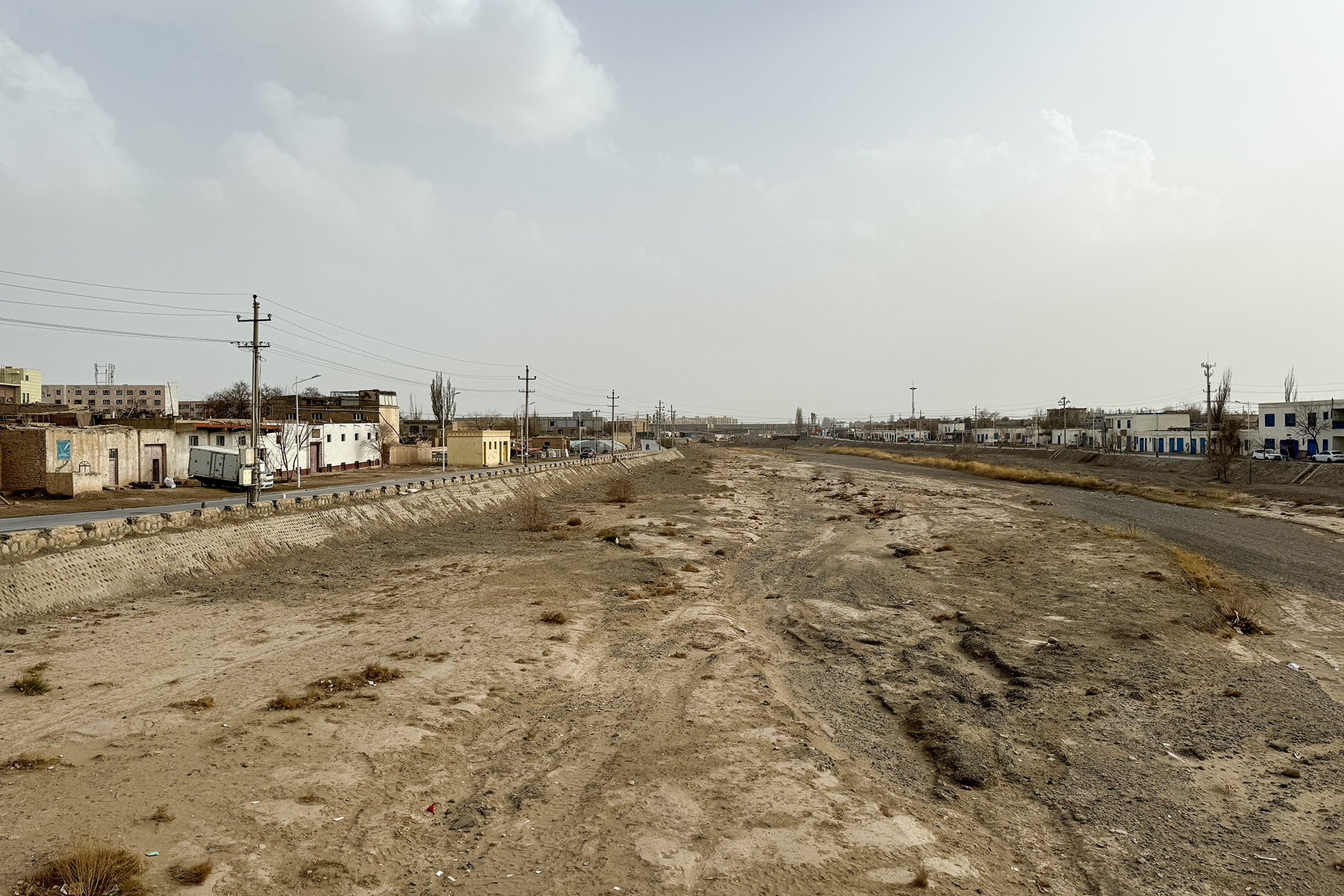
枯水期时的库车河河床

库车河，又称苏巴什河，史称“东川水”，是中华人民共和国新疆维吾尔自治区的一条河流，位于塔里木盆地，该河全长126千米，集水面积约3118平方千米，年均径流量约为3.26亿立方米。根据兰干水文站测定，该河夏季富水期径流量占全年的61.1%，冬季枯水期径流量占全年的5.4%。
库车河流域位于中天山南麓。库车河发源于天山山脉科克铁克山莫斯塔冰川，地理坐标介于东径82°40′～83°51′，北纬41°22′～42°38′之间，从源头至出山口，河流基本上呈北南方向，抵兰干水文站以下，河水引入灌区，兰干水文站以上集水面积3118km2，河长122km，流域总面积5070km2，河流总长221.6km。
库车河源最高峰海拔4505m，长年积雪，冰川发育，据中科院兰州冰川所资料，流域内冰川59条，冰川面积23.7km2，占流域径流形成区面积的0.8％。高山区有大龙池、小龙池等湖泊，但水面较小，合计约1.5km2。库车河流域地形为北高南低，中部稍有隆起，以秋立塔克山为界，把流域分为北部山区、南部平原区。河流谷地狭窄，河道弯曲，低山区河谷稍宽阔，阶地发育，谷地覆盖较厚的第四纪松散沉积,冲积平原自西北向东南倾斜，末端与塔里木盆地北缘连接，最低点海拔938m。
库车河流域属大陆性暖温带干旱气候。其气候特征为：山区气候温凉，热量不足，降水充沛，无霜期短；平原区热量丰富，光照充足，降水较少，无霜期长，空气干燥。流域内多年平均降水量224.9mm，其中山区平均339.7mm，平原区只有65.3mm：但水面蒸发量与降水量恰好相反，山区多年平均只有700mm，平原区多年平均可达1350mm。据库车县气象站资料统计，多年平均气温11.4℃，历年极端最高气温达41.5℃(1956年7月25日)，历年极端最低气温-27.4℃(1955年1月3日)，多年平均气温年较差56.3℃。多年平均日照时数2786.9小时，多年平均风速2.4m／s，年大风日数在2～41天左右，主要出现在5～7月，风向多为N、NW和NNW，冻土深度最大0.89m。
库车河先后设立过阿艾和兰干水文站。阿艾水文站只有1960-1966年五年完整资料：兰干水文站位于库车河出山口，地理位置为东经83°16′北纬42°17′，1956年9月设立，截至2005年共有49年完整的径流、洪水和40年悬移质泥沙资料，上述资料均经新疆水文水资源局审查刊印或录入数据库。